# Belair (compagnie aérienne)
Pour les articles homonymes, voir Belair.
Belair est une compagnie aérienne suisse basée à l'Aéroport de Zurich et dont le siège social se situe à Glattbrugg en Suisse. Elle propose des destinations principalement destinées au tourisme vacancier.

## Histoire

### Les débuts
Bâtie sur les cendres de la quatrième Balair, compagnie charter intégrée au groupe Swissair et mise en difficulté lors de la débâcle de ce dernier en octobre 2001, la compagnie a connu un nouveau départ en devenant Belair avec le soutien du groupe Hotelplan détenu par Migros. Dotée alors de deux B757 et un B767, la compagnie continue son activité de compagnie charter.

### Le développement avec Air Berlin
Elle est ensuite intégrée dans le réseau d'Air Berlin le 1er novembre 2007 et remplace ses 2 Boeing 757-200 et son Boeing 767-300 par deux Airbus A319-132 et sept Airbus A320-214 aux couleurs d'Air Berlin.

### La faillite
Début janvier 2017, la presse rapporte que des difficultés se portent sur Belair à la suite des difficultés financières du groupe Air Berlin. Il est rapporté que les opérations au départ de Zurich seraient opérés par l'autrichienne Niki et l'allemande Tuifly.
Les mises en difficulté d'Air Berlin après le retrait d'Etihad à la mi-août 2017 augurent d'un arrêt des opérations de la compagnie après l'été 2017, faisant perdre leur emploi aux 225 collaborateurs de Belair.
Avec pour effet collatéral de la faillite d'Air Berlin et en même temps de Niki, la filiale helvétique a cessé ses activités fin octobre et ouvert une procédure de liquidation.
Alors que les activités d'Air Berlin sont reprises par EasyJet, la compagnie suisse Belair n'est pas concernée par ce rachat. Elle est mise en faillite le 28 octobre 2017, en même temps que Niki et Air Berlin.
Trente pilotes sont réembauchés par Swiss International Air Lines. Le reste du personnel est licencié avec des paies non honorées pour décembre 2017 et janvier 2018.

### La renaissance
Le 11 janvier 2018, la radio-télévision nationale SRF annonce que deux repreneurs allemands, l'un inconnu et dont l'autre nom avancé est InAvia Aviation Consultants GmbH, se seraient manifestés afin de reprendre les activités de la compagnie, déjà depuis l'automne 2017. Toutefois, la SRF annonce que le groupe Air Berlin avait bloqué la vente à ce moment-là pour des raisons d'insolvabilité. Le 15 janvier 2018, il est annoncé que la société d'investissement allemande SBC basée à Düsseldorf a racheté la compagnie et que les 200 anciens employés sont invités à reprendre leur travail au sein de la compagnie. Alors que SBC gérera la solvabilité de l'entreprise, la société d'investissement annonce qu'InAvia s'occupera, en partenariat, de la direction des opérations.

## Flotte
La compagnie possède neuf avions dans sa flotte : 2 Airbus A319-132 et 7 Airbus A320-214.
Boeing 737-900